# Copa del Mundo de Selecciones Nacionales
La Copa del Mundo de Selecciones Nacionales fue un torneo internacional no oficial de futsal (o fútbol sala) en el que compitieron selecciones nacionales de los cinco continentes. Surgido en el año 2007 (siendo hasta ahora su única versión), es un evento deportivo que se encuentra avalado por la Asociación Mundial de Futsal (AMF) y la Unión Europea de Futsal (UEFS).

## Historial
| Año          | Sede  | Campeón | Resultado | Subcampeón | Tercer lugar | Resultado | Cuarto lugar |
| ------------ | ----- | ------- | --------- | ---------- | ------------ | --------- | ------------ |
| 2007 Detalle | Rusia | Rusia   | 5:1       | Paraguay   | Bielorrusia  | 1:0       | Argentina    |

## Palmarés
En cursiva, los años en que el equipo logró dicha posición como local.
| Equipo      | Campeón  | Subcampeón | Tercer lugar | Cuarto lugar |
| ----------- | -------- | ---------- | ------------ | ------------ |
| Rusia       | 1 (2007) |            |              |              |
| Paraguay    |          | 1 (2007)   |              |              |
| Bielorrusia |          |            | 1 (2007)     |              |
| Argentina   |          |            |              | 1 (2007)     |